# Casa Branca (Escoural)
A Casa Branca é uma localidade situada na freguesia de Santiago do Escoural, no município de Montemor-o-Novo, conhecida por ser importante entroncamento ferroviário de Portugal.
A povoação de Casa Branca surgiu com a inauguração, em 1863, da ligação ferroviária Vendas Novas-Évora, para alojamento de empregados do caminho-de-ferro e famílias. A povoação desenvolveu-se em função da estação e largo da estação, ao longo de ruas retilíneas e paralelas.
Na estação ferroviária de Casa Branca entroncam, atualmente a Linha do Alentejo e a Linha de Évora. Outrora, existiu ainda um caminho-de-ferro mineiro de bitola larga, que partindo da estação de Casa Branca, servia para escoar a produção da mina da Nogueirinha e de outras concessões mineiras da serra de Monfurado.